# Julia Neuhaus

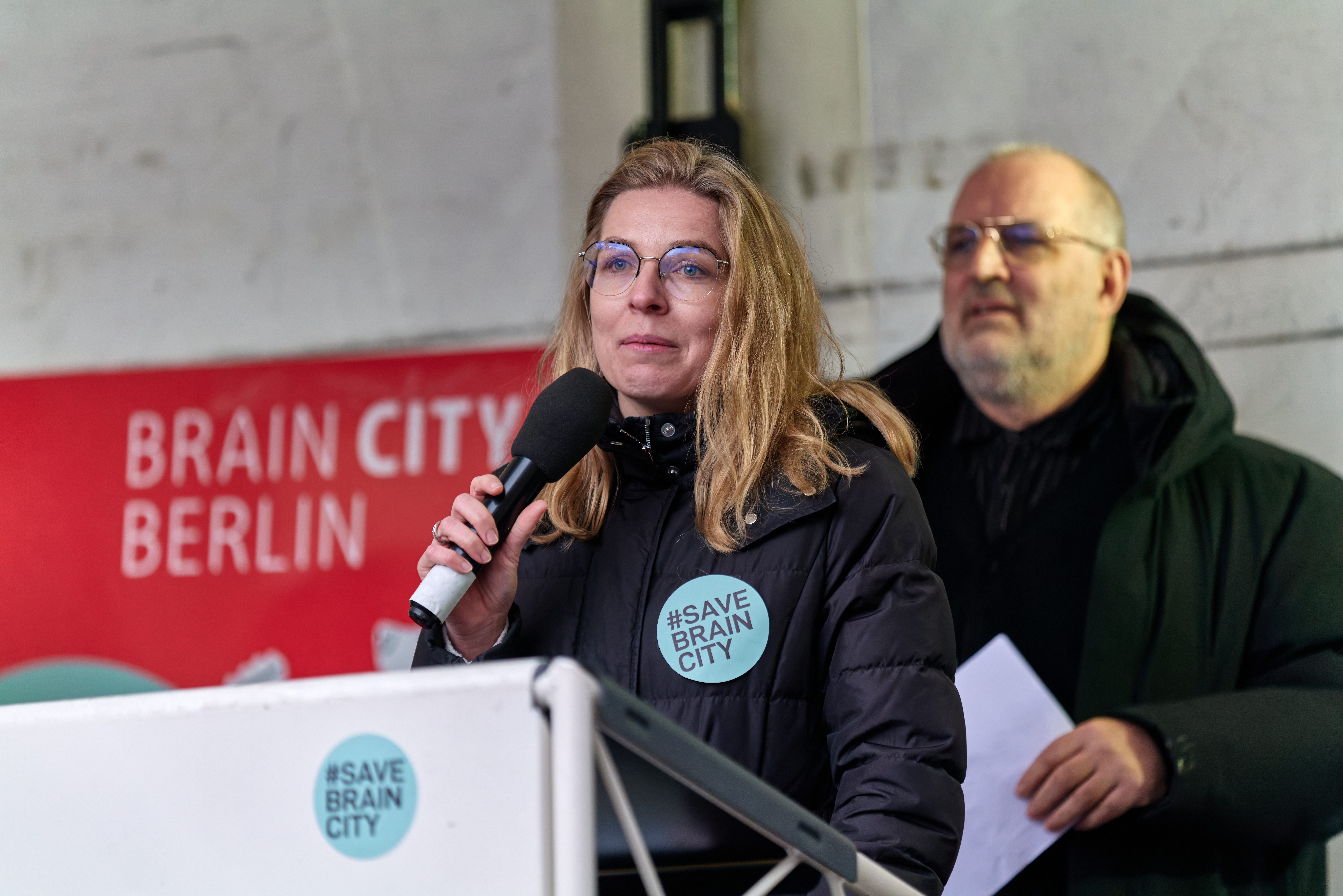
Julia Neuhaus, Präsidentin der Berliner Hochschule für Technik, spricht bei der Demonstration SaveBrainCity (2024)

Julia Neuhaus (vormals Julia Reilich, * 1983) ist eine deutsche Volkswirtin. Seit Oktober 2023 ist sie Präsidentin der Berliner Hochschule für Technik (BHT).

## Ausbildung
Julia Neuhaus begann 2002 an der Universität Potsdam Volkswirtschaft zu studieren und legte 2005 das Vordiplom ab. Ihren Master schloss sie im Folgejahr an der University of Wisconsin–Milwaukee ab. Die Master-Arbeit wurde mit dem Richard-Perlman-Prize der Universität ausgezeichnet.
Anschließend wechselte sie erneut an die Universität Potsdam, wo sie als wissenschaftliche Mitarbeiterin und Lehrbeauftragte in den Fächern Statistik, Wirtschaftstheorie und Rechnungswesen arbeitete. Ihre Promotion mit der Dissertation über die regionale Bildungsrendite schloss sie dort 2012 mit Auszeichnung ab und erhielt den Nachwuchswissenschaftlerpreis der Gesellschaft für Regionalforschung.

## Berufliche Laufbahn
Von 2013 bis 2018 war Julia Neuhaus als Geschäftsleiterin für die Verwaltungs- und Wirtschaftsakademie Berlin sowie die German open Business School sowie als stellvertretende Standortleiterin für die FOM – Hochschule für Oekonomie und Management tätig.
Danach leitete sie die Geschäftsstelle Berliner Zukunftsorte bei der WISTA Management GmbH.
Im Jahr 2021 wurde sie Dekanin des Fachbereichs Sozialversicherung der Hochschule des Bundes für öffentliche Verwaltung sowie Abteilungsleiterin Bildung bei der Deutschen Rentenversicherung Bund.
Seit Oktober 2023 ist Julia Neuhaus als Nachfolgerin von Werner Ullmann Präsidentin der Berliner Hochschule für Technik.

## Mitgliedschaften
- Landeskonferenz der Rektor*innen und Präsident*innen der Berliner Hochschulen[7][8]
  - Stellvertretende Vorsitzende im Vorstand
  - Sprecherin der Berliner Hochschulen für angewandte Wissenschaften (HAW) (seit Oktober 2024)
- Kuratorium der Technologiestiftung Berlin[9]
- Verein für Socialpolitik
- Verein für Regionalökonomik

## Veröffentlichungen (Auswahl)
- Bildungsrenditen in Deutschland : eine nationale und regionale Analyse, Universität Potsdam, 2013, ISBN 978-3-86956-219-3
- Smoking and Returns to Education – Empirical Evidence for Germany, Deutsches Institut für Wirtschaftsforschung e.V., Berlin, 2011[10]
- Return to schooling in Germany, Universität Potsdam, 2006[11]

Als Herausgeberin
- Mit Sascha Frohwerk: Eine Sonate der Ökonomie, Roderer Verlag, Regensburg, 2013, ISBN 978-3-89783-761-4